# Artex
Artex is een textielbedrijf te Aarle-Rixtel dat dateert uit 1948.

## Geschiedenis
In januari 1948 werd de N.V. Brabantse Textielmaatschappij „Artex" (Brabantia Textile Concern) gevestigd te Helmond, met haar bedrijf te Mierlo-Hout formeel een feit. Het nominaal kapitaal bedroeg ƒ 500.000, verdeeld in 400 aandelen A en 10 aandelen B, elk groot f 1000. Bij de oprichting waren 105 aandelen A en 5 aandelen B a pari geplaatst en volgestort. Het was een voortzetting van de Textielfabriek van der Meulen te Mierlo-Hout. De oprichter en firmant van deze onderneming P. W. H. van der Meulen ontving voor zijn inbreng (geschatte waarde ƒ 84.600) 100 aandelen A. De 10 aandelen B waren ieder voor de helft in handen van L. G. van Kimmenade (5 stuks) en Mevr. D. J. Tilman-Wesseling (idem). Van der Meulen werd formeel tot directeur benoemd, Van Kimmenade. tot commissaris. De echte textielvakman bij deze onderneming was Van Kimmenade maar deze was door een veroordeling van de Centrale Zuiveringsraad voor het Bedrijfsleven 1 jaar ontzet uit het recht een leidende functie uit te oefenen in enige onderneming in de textielindustrie. Van Kimmenade nam al snel de leiding over, het bedrijf werd vervolgens verplaatst naar Aarle-Rixtel.

## Groei en geknoei
De onderneming omvatte begin jaren vijftig naast algemene afdelingen een jacquardweverij, plucheweverij en bontweverij. Het telde 1954 380 personeelsleden toen eind dat jaar jaar een brand de gebouwen van de jacquardweverij en bontweverij in de as legde. De overige afdelingen liepen veel waterschade op. Artex herstelde zich (ook van een brand in 1963) en bleef ook tijdens de teruggang van de textielindustrie in Nederland overeind. Diverse door de familie Van Kimmenade overgenomen noodlijdende textielbedrijven werden bij Artex ondergebracht, waarna vaak overplaatsing van de bedrijfsactiviteiten volgde. In 1969 nam Artex Holland Textielunie te Goirle over. In de hoofdvestiging was het zo druk dat gastarbeiders waren ingeschakeld voor wie in 1970 een apart verblijfsonderkomen werd gebouwd. De groei leek in de jaren tachtig te stokken, in 1981 werden circa 50 personeelsleden ontslagen. Overbodig geworden bedrijfsterrein werd in 1984 aan de gemeente verkocht, een transactie f 1,654 mlj. In 1986 telde de onderneming nog ruim 300 werknemers maar er volgde een snelle teruggang. De afdeling gordijnstoffen werd dat jaar ingekrompen, 17 ontslagen. In 1988 volgde een nieuwe ontslagronde (75 medewerkers), het personeelsbestand was teruggelopen tot ruim 150. De familie Van Kimmenade stond in de personen van een tweede generatie, Lout, Hans en Eric nog aan het roer. Maar er was onrust en onvrede, eind maart 1990 kwam het tot een bedrijfsbezetting nadat de onderneming uitstel van betaling had verkregen. Een strijd over al dan niet gedeeltelijke overname van productiepakket en gebouwen en terreinen leidde tot een overname door Ludo bv, een houdstermaatschappij van Hunter Douglas.

## Hunter Douglas
Elk product van Hunter Douglas waarvoor textiel nodig is werd nu bij Artex geproduceerd, terwijl de productie van bont- en veloursgordijnen bleef gehandhaafd. Hunter Douglas ging verder met 100 werknemers, de familie Van Kimmenade was verder niet meer betrokken. Dankzij de investering van de nieuwe eigenaar groeide de werkgelegenheid weer, tot 160 personeelsleden in 1998. Naast de productie van lamellen kwam de nadruk te liggen op de collectie gordijnstoffen. De plucheweverij werd in 1998 afgestoten. De oprukkende woonbebouwing in combinatie met groeiend milieubesef zorgde in 2004/5 voor stankklachten en onderzoek. In 2007 nam Artex een deel van het personeel van Weverij de Ploeg over.